# A-7056
La autovía A-7056 es una autovía de la Red Complementaria Metropolitana Málaga de la Junta de Andalucía, denominada como Acceso al P.T.A. desde A-357, que da acceso al Parque Tecnológico de Málaga desde la autovía A-357.
Actualmente está en obras la ampliación al tercer carril y la ampliación del enlace 61 de la autovía  A-357 . Esta previsto concluirse las obras en enero del año 2021. Esta en servicio de forma provisional el tercer carril por cada sentido de la autovía  A-7056 , a falta de retames. La ampliación de la rotonda se concluyó en el año 2019.

## Tramos
| Denominación | Tramo          | Año servicio                                                        | km  |
| ------------ | -------------- | ------------------------------------------------------------------- | --- |
| A-7056       | A-357 - A-7054 | 2 carriles por sentido: 1993 3 carriles por sentido (Bus VAO): 2022 | 1,9 |